# Kondourtcha
La rivière Kondourtcha (en russe : Кондурча ; en tatar cyrillique : Кондырча, latin : Qondırça) est un cours d'eau de Russie et un affluent droit de la rivière Sok, dans le bassin de la Volga. La Kondourtcha arrose l'oblast de Samara et la république du Tatarstan.

## Géographie
Elle est longue de 294 km et draine un bassin de 3 950 km2. La Kondourtcha coule d'abord vers l'ouest jusqu'à la ville de Nourlat, près de laquelle elle reçoit sur sa rive gauche les eaux de la Chlama. Son cours prend alors une direction sud-ouest puis sud en décrivant de nombreux méandres et atteint la rive droite de la Sok à Krasnaïa Iar, peu avant la confluence de cette rivière avec la Volga.
Son débit mesuré à 40 km en amont de son point de confluence avec la Sok est de 9,44 m3/s. La Kondourtcha a un régime nival. Elle est habituellement gelée de novembre à avril.
Ses principaux affluents sont les rivières Chlama et Lipovka. Sa minéralisation atteint 700-800 mg/l.
La Kondourtcha arrose la ville de Nourlat, au Tatarstan.

## Source
- (ru) Grande Encyclopédie soviétique